# Чемпионат мира по шоссейным велогонкам 1948
21-й чемпионат мира по шоссейному велоспорту проходил в нидерландском городе Валкенбюрг-ан-де-Гёл с 21 по 22 августа 1948 года. Он стал третьим на территории Нидерландов и вторым в Валкенбюрг-ан-де-Гёл.
В рамках чемпионата были проведены шоссейные групповые гонки среди мужчин у любителей и профессионалов.

## Призёры
| Велогонка                      | Золото                   | Серебро                | Бронза                  |
| ------------------------------ | ------------------------ | ---------------------- | ----------------------- |
| Мужчины                        |                          |                        |                         |
| Групповая гонка. Профессионалы | Алберик Схотте · Бельгия | Апо Лазариде · Франция | Люсьен Тессье · Франция |
| Групповая гонка. Любители      | Харри Снелл · Швеция     | Льевен Лерно · Бельгия | Олле Венлунд · Швеция   |

## Медальный зачёт
*   Принимающая страна (Нидерланды)
| Место          | Страна         | Золото | Серебро | Бронза | Всего |
| -------------- | -------------- | ------ | ------- | ------ | ----- |
| 1              | Бельгия        | 1      | 1       | 0      | 2     |
| 2              | Швеция         | 1      | 0       | 1      | 2     |
| 3              | Франция        | 0      | 1       | 1      | 2     |
| Всего стран: 3 | Всего стран: 3 | 2      | 2       | 2      | 6     |

## Галерея
- Финиш за 2-е место среди любителей
- Бронзовый призёр Олле Венлунд (2-й слева) и чемпион мира Харри Снелл (3-й слева) среди любителей
- Финиш чемпиона мира среди профессионалов Алберика Схотте
- Кинохроника гонки среди профессионалов  (нид.)